# Marlierea pudica
Marlierea pudica är en myrtenväxtart som beskrevs av Mcvaugh. Marlierea pudica ingår i släktet Marlierea och familjen myrtenväxter.
Artens utbredningsområde är Venezuela. Inga underarter finns listade i Catalogue of Life.